# Folket i Simlångsdalen (1947)
Folket i Simlångsdalen är en svensk dramafilm från 1947, i regi av Åke Ohberg.

## Om filmen
Filmen premiärvisades 26 december 1947 på ett flertal biografer. Som förlaga har man Fredrik Ströms roman Folket i Simlångsdalen från 1903. 
Filmen är inspelad tidigare i regi av Theodor Berthels 1924. Folket i Simlångsdalen, 1947, är delvis inspelad på plats i det halländska samhället Simlångsdalen med omnejd.

## Rollista
- Edvin Adolphson - Sig Folkesson
- Eva Dahlbeck - Ingrid Folkesson, hans dotter
- Kenne Fant - Sven Brand
- Arthur Fischer - gästgivare Brand, Svens far
- Signe Wirff -  gästgivarefrun
- John Norrman - Marsgårdsbonden
- Emmy Albiin - Marsgårdsmoran, hans fru
- Barbro Nordin - Marit, deras fosterdotter
- Peter Lindgren - Jan, Marits fästman
- Carl Ström - Sibelius, en tiggare
- Sven Bergvall - prosten
- Nils Hallberg - Häst-Jonke, tattare
- Josua Bengtson - Klånkan, tattare
- Naima Wifstrand-  Skog-Börta, tattare, Marits mor
- Fylgia Zadig - Fia, tattare
- Nina Scenna - Malin, tattare

## Musik i filmen
- Lillan, kompositör Bernhard Jansson, arrangör Theodor Olsson, framförs på violin av Bernhard Jansson och Theodor Olsson.
- Två fioler, kompositör Bernhard Jansson, arrangör Theodor Olsson, framförs på violin av Bernhard Jansson och Theodor Olsson.
- Tattardans, kompositör Erland von Koch, instrumental,  dans Fylgia Zadig
- Schottis (Ohlsson, Jansson), kompositör Theodor Olsson, arrangör Bernhard Jansson, framförs på violin av Bernhard Jansson och Theodor Olsson.
- Forshambo, kompositör Theodor Olsson, arrangör Bernhard Jansson, framförs på violin av Bernhard Jansson och Theodor Olsson.